# Neoxorides nitens
Neoxorides nitens ist eine Schlupfwespe aus der Tribus Poemeniini innerhalb der Unterfamilie der Poemeniinae. 

## Taxonomie
Die Art wurde von dem Zoologen Carl Gravenhorst im Jahr 1829 als Xorides nitens erstbeschrieben. Das lateinische Art-Epitheton nitens bedeutet „glänzend“. Neoxorides nitens ist eine von 5 Arten der Gattung Neoxorides in Deutschland sowie deren Typusart. 2020 wurde das Taxon Neoxorides opacus (Kokujev, 1903), das bis dahin als Synonym von Neoxorides nitens galt, wieder zu einer gültigen eigenständigen Art erhoben. Bei dieser Revision wurde Neoxorides kissi (Ulbricht, 1911) zu einem Junior-Synonym von Neoxorides opacus erklärt.

## Merkmale
Die schlanken Schlupfwespen sind etwa 11 mm lang. Die Fühler sind etwa 9 mm lang und weisen etwa 31 Geißelglieder auf. Der Legebohrer der Weibchen misst ungefähr 6 mm. Kopf, Thorax und Hinterleib sind fast vollständig schwarz gefärbt. Relativ häufig weist das Pronotum im unteren Bereich eine weiße Längslinie auf (var. albicollis (Clémont, 1938)). Die Männchen besitzen einen gelben Augeninnenrand. Die Weibchen besitzen am Augeninnenrand knapp oberhalb der Fühlereinlenkungen einen gelblichen Fleck. Die Coxae sind rotgelb gefärbt. Die Beine sind überwiegend rotgelb gefärbt. Die hinteren Trochanteren, Tibien und Tarsen sind verdunkelt. Die Vorderflügel weisen wie alle Vertreter der Gattung kein Areolet (kleine Flügelzelle) auf.
Oehlke (1965) gibt folgende Merkmale für Neoxorides nitens an: Für die Männchen gilt: Die Mesopleuren (seitlich sitzende Sklerite) sind grob punktiert, die Metapleuren sind deutlich punktiert. Das Gesicht weist nur an den Seiten gelbliche Streifen auf. Die Weibchen werden von Oehlke (1965) wie folgt beschrieben: Das Gesicht ist gerunzelt. Zwischen den Einstichen der Mesopleuren sind sie meist glänzend. Die Metapleuren sind deutlich punktiert. Die Palpen sind schmutzigbraun.
Nach Johansson & Klopfstein (2020) wird Neoxorides nitens von den verwandten Arten durch folgende Merkmale abgegrenzt. Scutellum und Postscutellum sind schwarz. Das zweite und dritte Tergit weisen undeutliche Einstiche auf. Der vordere Teil des Pronotums ist mittig ähnlich einem Kragen erhöht. Mesopleuron und Mesosternum weisen vereinzelte Einstiche auf. Bei den Männchen ist das Gesicht mittig schwarz.

## Verbreitung
Neoxorides nitens ist in Europa verbreitet. Im Norden reicht das Vorkommen bis nach England und Fennoskandinavien, im Süden bis in den nördlichen Mittelmeerraum (Korsika) sowie im Osten bis in die Ukraine.

## Lebensweise
Die Schlupfwespen der Art sind idiobionte Ektoparasitoide. Es gibt einen besonderen Bezug zu Wirten, die an Eichen leben. Untersuchungen legen nahe, dass sich die Schlupfwespen bevorzugt im Kronenbereich von Stieleichen aufhalten. Es werden hauptsächlich Bockkäferlarven parasitiert. Man beobachtet die Schlupfwespen von Mai bis Oktober.
Bekannte Wirtsarten sind:
- Clytus arietis – Echter Widderbock
- Phymatodes pusillus – Kleiner Scheibenbock
- Phymatodes testaceus – Variabler Schönbock
- Pyrrhidium sanguineum – Rothaarbock
- Tetropium castaneum – Gemeiner Fichtensplintbock

## Bilder

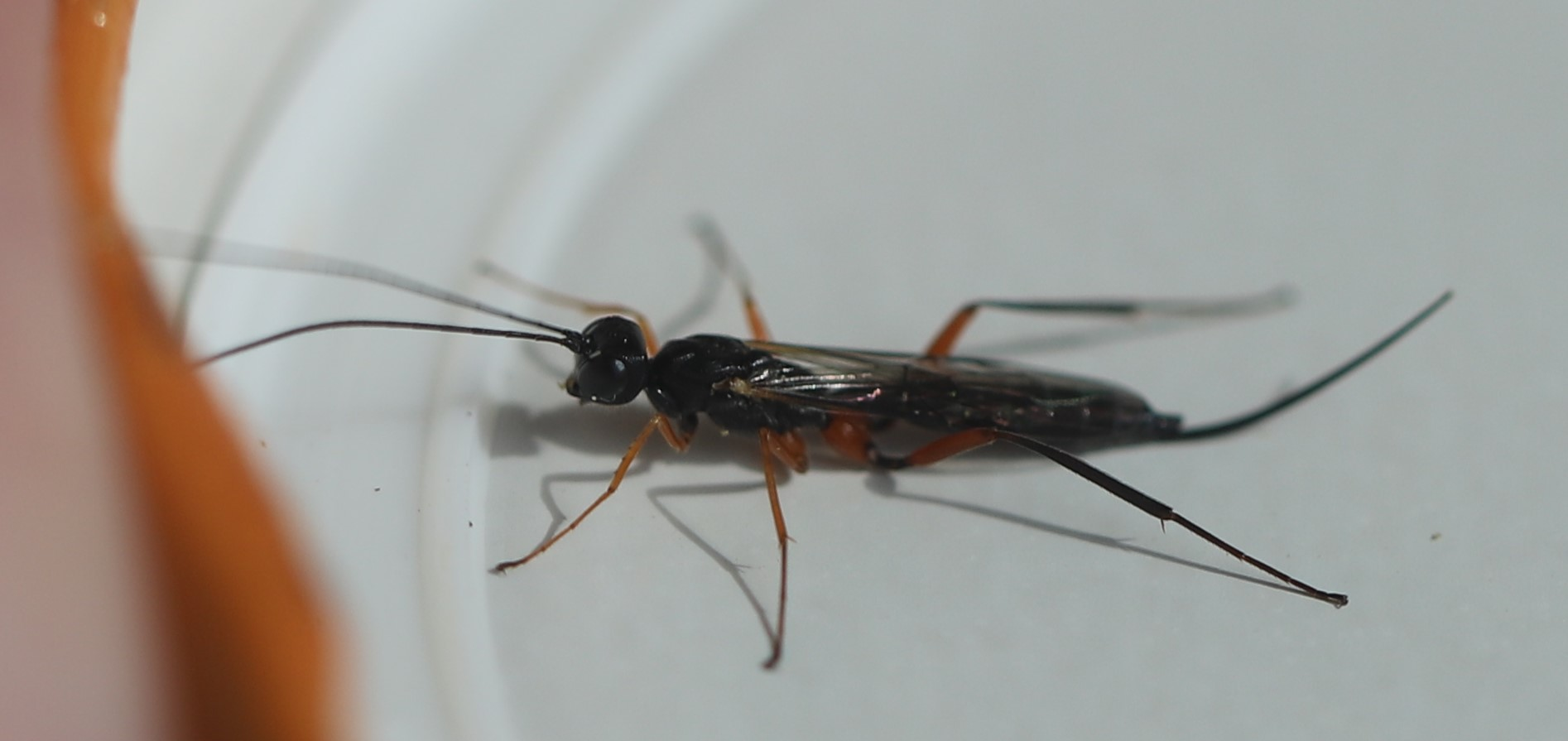
♀ Seitenansicht
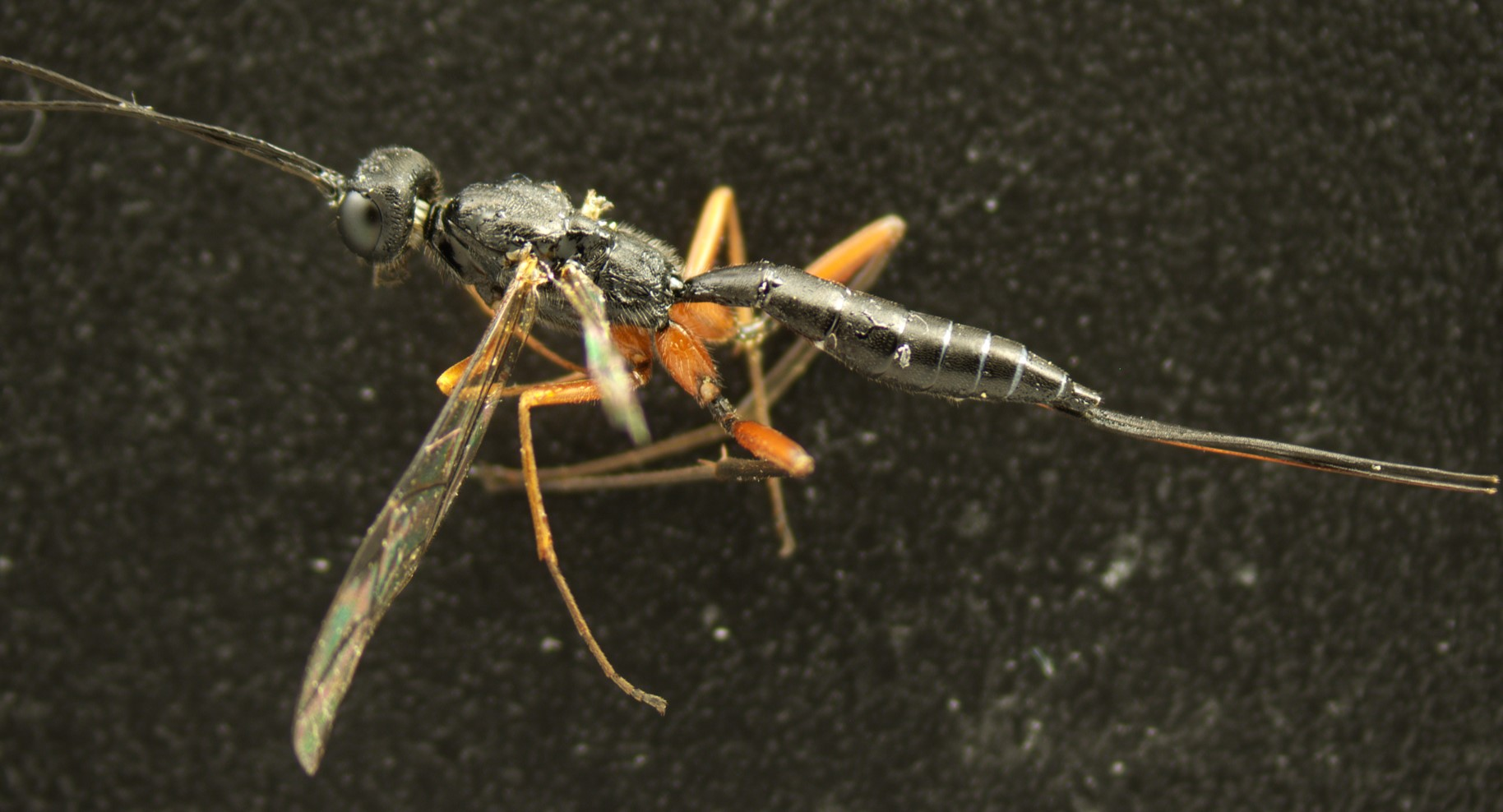
♀ Seitenansicht (Präparat)
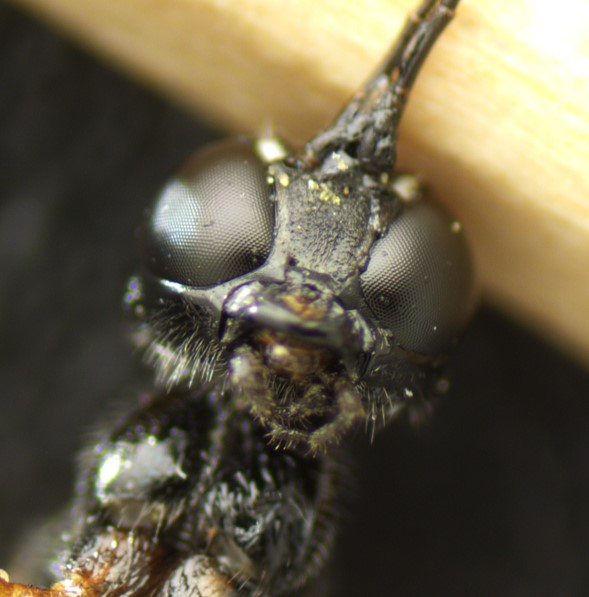
♀ Gesicht
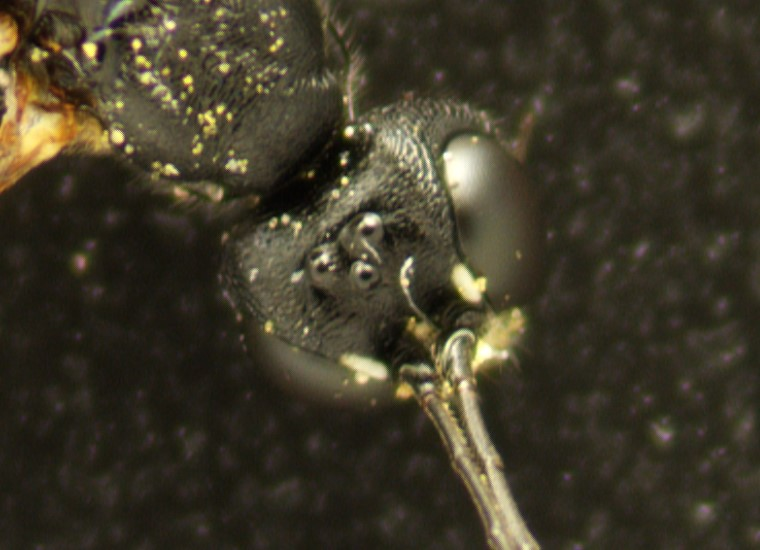
♀ Kopf, Dorsalansicht
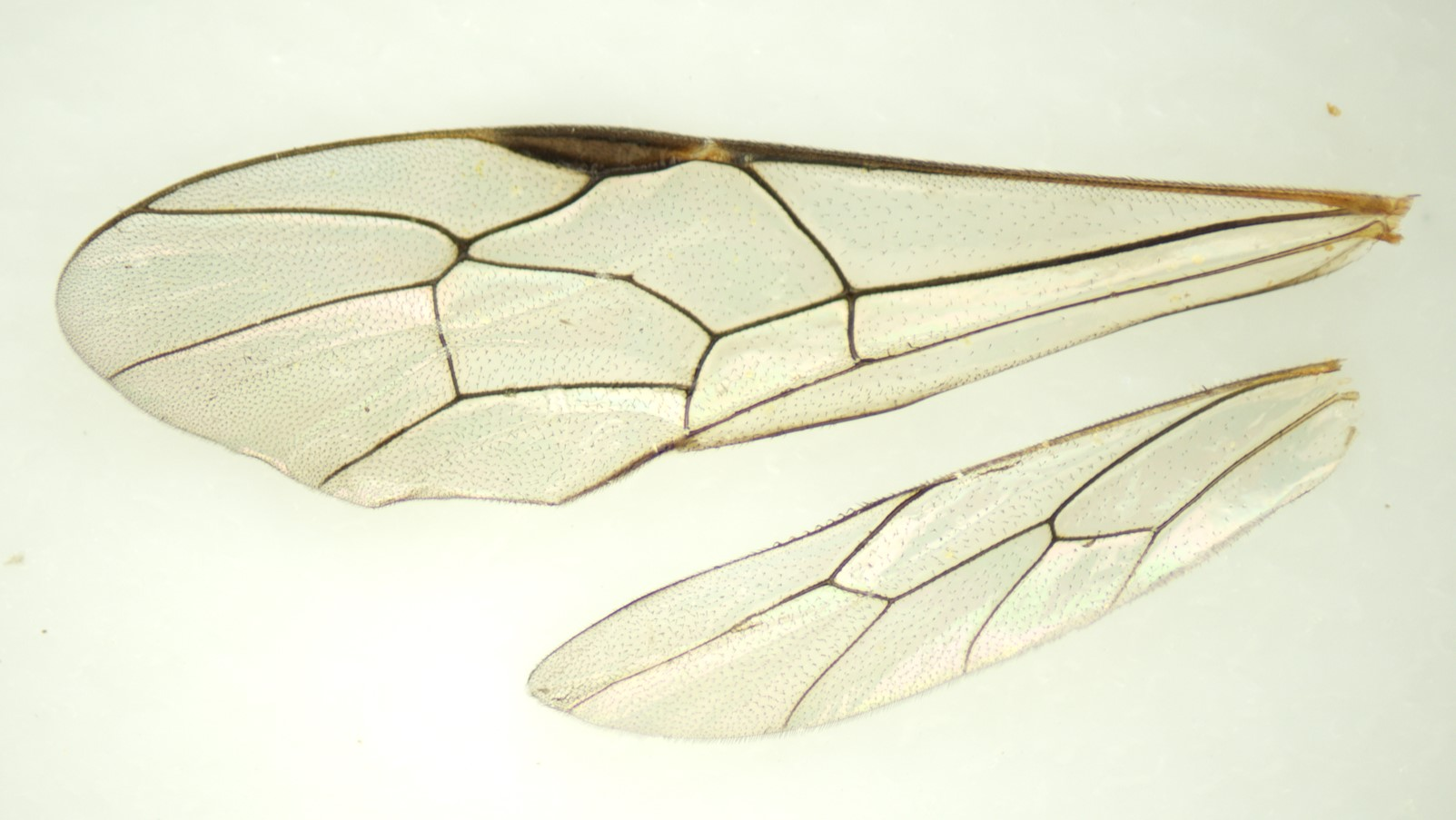
♀ Flügel